# Малон (Флорида)
Малон (енгл. Malone) град је у америчкој савезној држави Флорида. По попису становништва из 2010. у њему је живело 2.088 становника.

## Демографија
Према попису становништва из 2010. у граду је живело 2.088 становника, што је 81 (4,0%) становника више него 2000. године.
| Група             | 2000.       | 2010.       |
| Белци             | 949 (47,3%) | 831 (39,8%) |
| Афроамериканци    | 873 (43,5%) | 943 (45,2%) |
| Азијати           | 2 (0,1%)    | 31 (1,5%)   |
| Хиспаноамериканци | 143 (7,1%)  | 265 (12,7%) |
| Укупно            | 2.007       | 2.088       |